# Saint-Geniez-ô-Merle
Saint-Geniez-ô-Merle település Franciaországban, Corrèze megyében. Lakosainak száma 91 fő (2022. január 1.). Saint-Geniez-ô-Merle Rouffiac, Servières-le-Château, Hautefage, Saint-Bonnet-les-Tours-de-Merle, Sexcles, Goulles, Saint-Cirgues-la-Loutre és Saint-Privat községekkel határos.

## Népesség
A település népessége az elmúlt években az alábbi módon változott:
| Lakosok száma | 187  | 180  | 135  | 104  | 98   | 94   | 90   | 88   | 89   | 91   |
|               | 1968 | 1982 | 1990 | 2006 | 2013 | 2015 | 2017 | 2019 | 2020 | 2022 |